# Carles Milans i Godayol
Carles Milans i Godayol   (Canet de Mar, 8 de juny de 1669 - Martorell, 1724) fou un organista i compositor català, fill de Marc Antoni Milans i germà gran de Tomàs Milans i Godayol.

## Biografia
Carles Milans i Godayol, juntament amb el seu germà Tomàs, es va formar a la capella de música del Palau de la Comtessa de Barcelona amb el mestre Felip Olivelles, tot i que, molt probablement, residien a casa de sant Josep Oriol el qual s'encarregava de la seva educació. Més endavant estudià orgue amb Jeroni Oller, organista de la Capella del Palau de la Comtessa, fill de Canet de Mar. Entre els anys 1695 i 1724 exercí el magisteri de l'orgue a l'església parroquial de Martorell, on probablement va tenir relació amb el patronatge dels Vélez, titulars del marquesat de Martorell i del Palau de la Comtessa. Un fill de Carles Milans, Tomàs Milans i Campús (1707-1763), es va formar amb el seu oncle i mestre de capella de la catedral de Girona Tomàs Milans i Godayol, i posteriorment regí el magisteri de la capella parroquial dels Sants Just i Pastor de Barcelona, entre 1733-1763.

## Obra
De la seva obra compositiva solament s'ha conservat el Villancico a la Virgen / A6 / A la fiesta de los devotos al fons musical CMar (Fons de l'església parroquial de Sant Pere i Sant Pau de Canet de Mar).